# Christian Jacob Johns

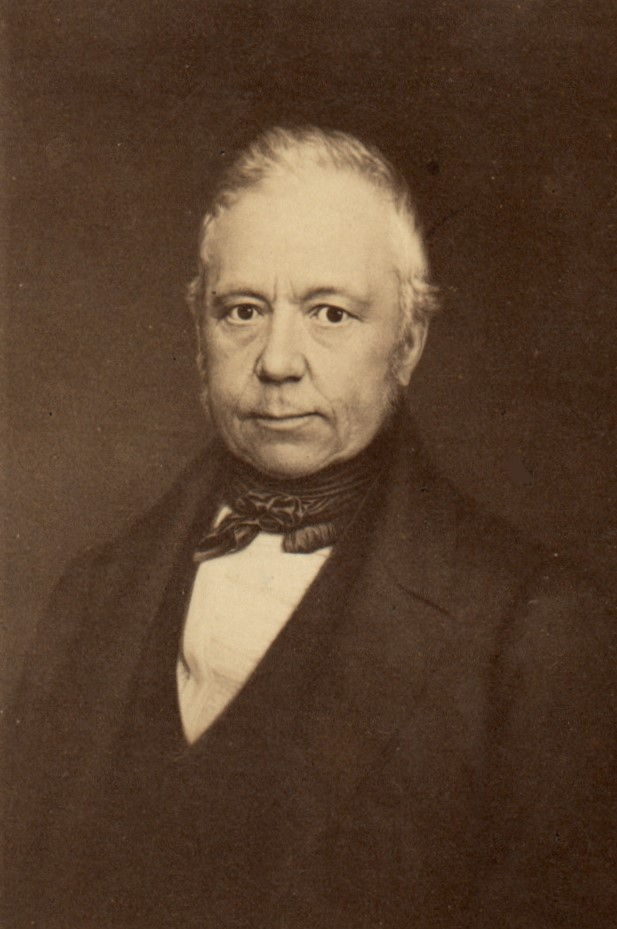
Porträt Christian Jakob Johns zwischen 1840 und 1850

Christian Jacob Johns (* 26. Januar 1781 in Hamburg; † 9. Februar 1861 ebenda) war ein deutscher Kaufmann und Teemakler sowie Präses der Handelskammer Hamburg.

## Leben und Wirken
Johns machte eine kaufmännische Lehre in Hamburg und war anschließend in der väterlichen Firma C.J. Johns als Teemakler tätig. Früh engagierte sich Johns in der Kämmerei und im Plenum der Handelskammer Hamburg, von Juni 1824 bis Mai 1825 war er deren Präses.
Er war ab 1838 Besitzer der von Axel Bundsen erbauten Villa Rücker in Hamburg-Hamm, der dortige Park wurde zu seinen Lebzeiten auch Johns’scher Park genannt. Das Interieur des landsitzartigen Gartenhauses, das Johns’ Erben ab 1864 an die Familie Merck vermieteten, wurde 1909 für das Museum für Hamburgische Geschichte angekauft und soll im Zuge des Umbaus 2023–27 Teil der Dauerausstellung werden.
Johns war seit 1803 mit Charlotte Wilhelmine Jürgens verheiratet. Sie hatten 13 Kinder, darunter den späteren Senator Eduard Johns, Adolph Johns, Gustav, Otto, Theodor und Rudolph Johns. Er war verwandt mit Andreas Hinrich Johns, dem Besitzer der Werft Johns auf der sogenannten Johns’schen Ecke am Großen Grasbrook im Hamburger Hafen, die zugleich das erste Badeschiff auf der Elbe betrieben.